# Park Miejski w Kaliszu

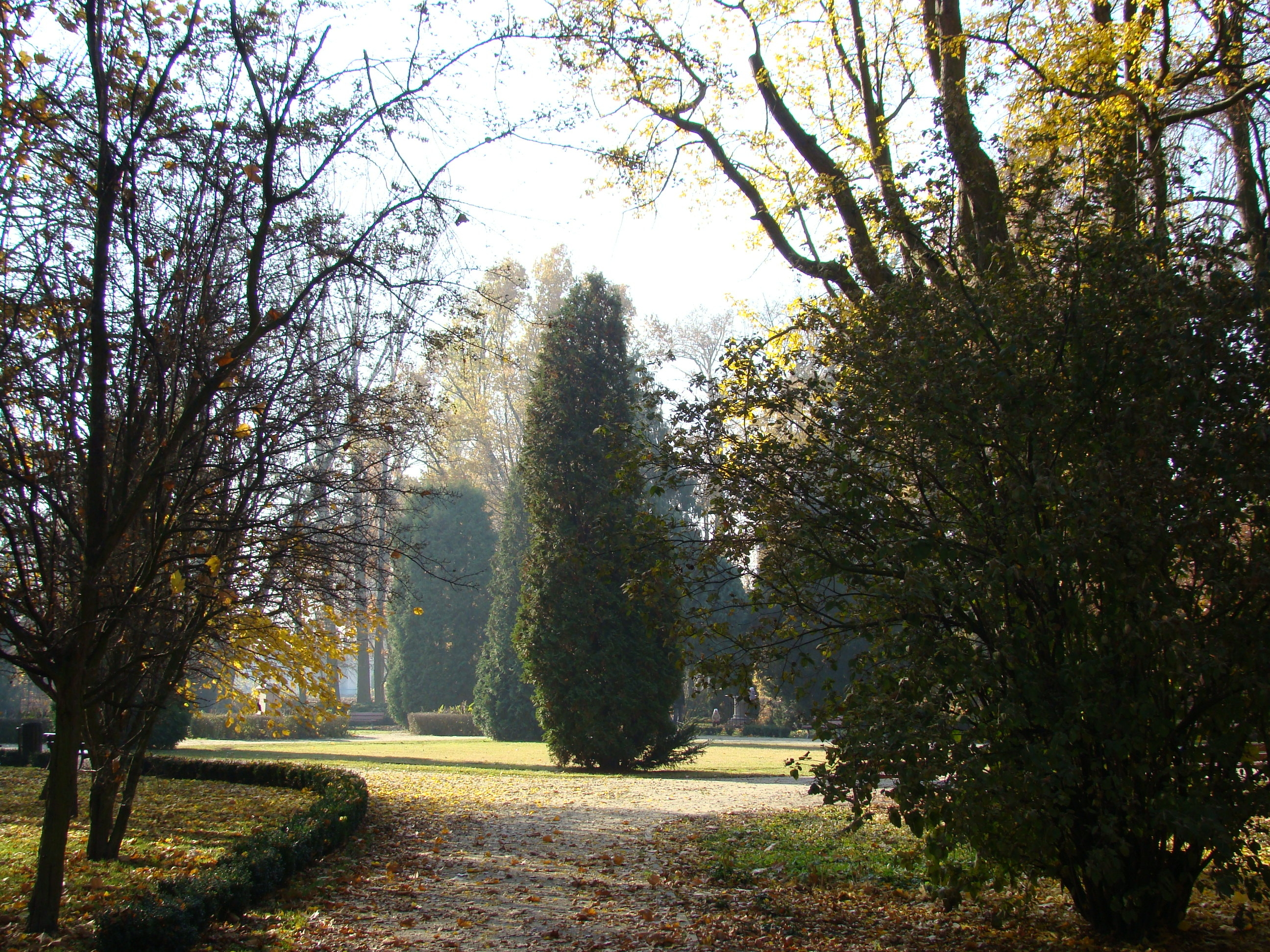
Park Miejski, Wielki Park (2011)

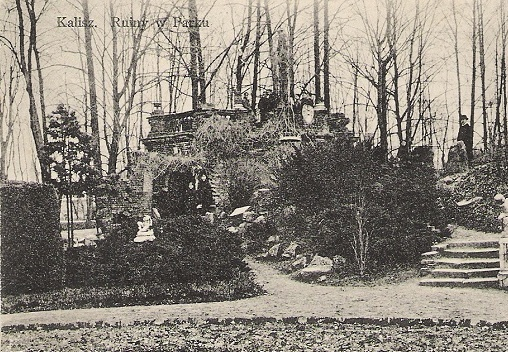
Wielki Park, sztuczne ruiny, przed 1914

Park Miejski w Kaliszu – park miejski w Kaliszu, w Śródmieściu, na pograniczu Rajskowa i Rypinka, nad Prosną, Swędrnią, Kanałem Bernardyńskim, Kanałem Rypinkowskim i Przekopem, założony w 1798, wielokrotnie powiększany i przekształcany; w XIX wieku uważany za najpiękniejszy polski ogród publiczny; w najstarszej części utrzymany w stylu ogrodu angielskiego; najstarszy park miejski w Polsce, wpisany do rejestru zabytków w 1964.
Park Miejski o powierzchni 24,28 ha obejmuje Stary Park (1798), Wielki Park (1842), dawny Ogród Pomologiczny (1885), Nowy Park (1900), Park im. Ignacego Jana Paderewskiego (1912), Park Sportowy (1926), wschodnią część Plant (1942).

## Historia
Park Miejski w Kaliszu jest najstarszym parkiem miejskim w Polsce. Powstał na miejscu pojezuickiego ogrodu warzywnego staraniem ówczesnego prezydenta Kalisza Jana Karola Horninga. Rozwijający się teren rekreacyjny zajął później teren placu należącego wcześniej do zlikwidowanej szkoły kadetów. Współczesny kształt leżącego w ramionach Prosny parku powstał po huraganie i powodzi roku 1881 i jest owocem planów zagospodarowania przestrzennego, którego autorami byli profesor SGGW Edmund Jankowski i planista terenów zielonych Franciszek Szanior. 
Pod koniec XIX w. w parku ustawiono sześć rzeźb, z których po II wojnie światowej zachowała się tylko „Flora”. 
- „Amor” (1885)
- „Flora” (kwiaciarka) (1886)
- „Strzelec Alpejski” (1887)
- „Psyche” (1889)
- „Sandalarka” (1890)
- „Satyr z Faunem” (1891)

Po zburzeniu Kalisza (1914) do parku przeniesiono rzeźbę „Kalisia” (1891) z ratusza oraz rzeźby „Gryfy” (1900) i „Wiktoria” (1900) z Teatru Miejskiego; rzeźby te Niemcy także zniszczyli w czasie II wojny światowej.